# Lilium superbum

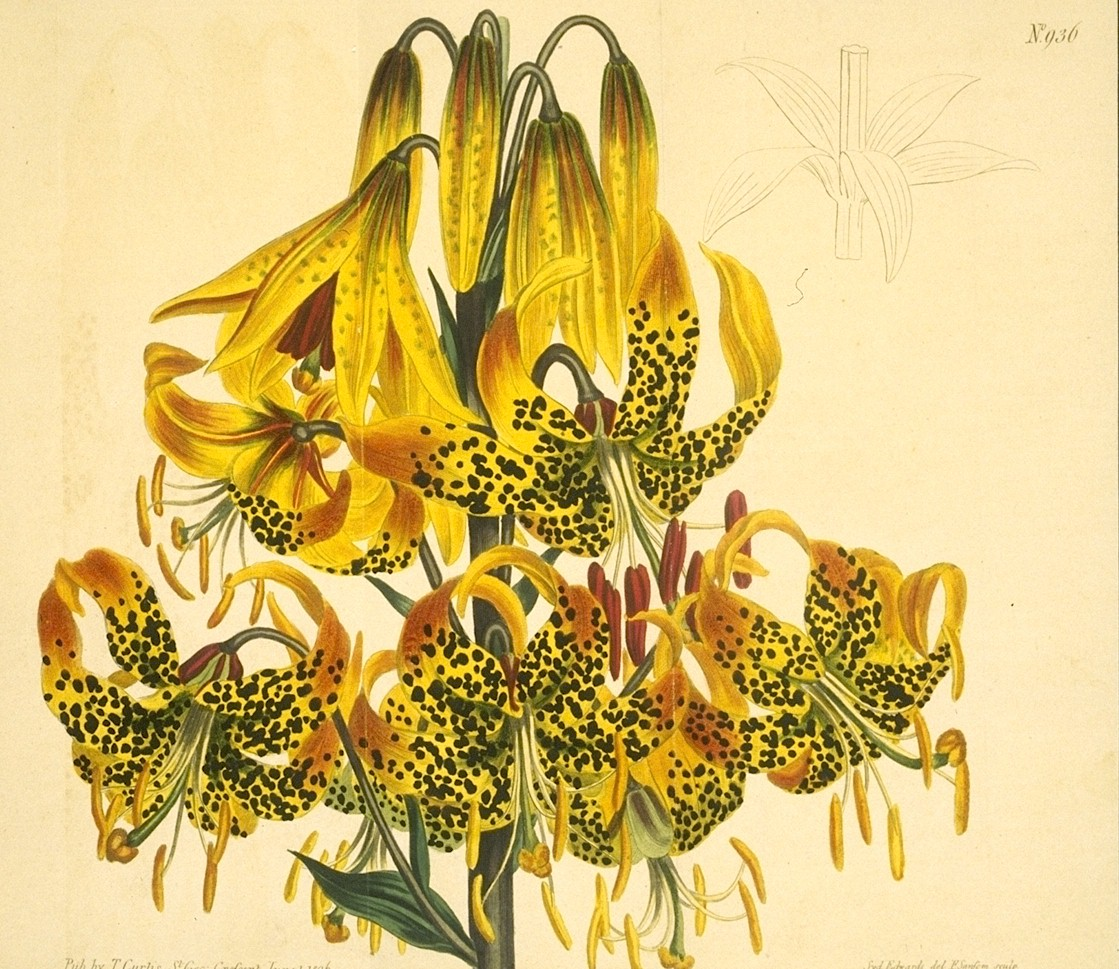
Lilium superbum ilustração da National Agricultural Library, ARS, USDA.

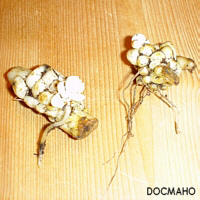
Bulbo do Lilium superbum.

Lilium superbum é uma espécie de planta com flor, pertencente à família Liliaceae.
A planta é nativa dos Estados Unidos. O lírio alcança a altura de 80–240 cm